# Hymn to the Immortal Wind
Hymn to the Immortal Wind è il quinto album in studio del gruppo musicale giapponese Mono, pubblicato il 4 marzo 2009 dalla Human Highway.

## Tracce
Musiche di Mono.
1. Ashes in the Snow – 11:46
2. Burial at Sea – 10:39
3. Silent Flight, Sleeping Dawn – 6:00
4. Pure as Snow (Trails of the Winter Storm) – 11:26
5. Follow the Map – 3:56
6. The Battle to Heaven – 12:51
7. Everlasting Light – 10:23

## Formazione
Gruppo
- Tamaki – basso, pianoforte, clavicembalo, glockenspiel
- Yasunori Takada – batteria, timpani, piatti, glockenspiel
- Yoda – chitarra elettrica, organo Hammond B3
- Takaakira "Taka" Goto – chitarra elettrica, arrangiamento strumenti ad arco

Altri musicisti
- Mark Anderson – violoncello
- Mellissa Bach – violoncello
- Eille Bakkum – viola
- Inger Petersen Carle – violino
- Alison Chesley – violoncello
- Dave Max Crawford – direzione
- Jennifer Clippert – flauto
- Wendy Cotton – violoncello
- Margaret Daly – violoncello
- Michael Duggan – violoncello
- Katherine Hughes – violino
- Jill Kaeding – violoncello
- Carol Kalvonjian – violino
- Carmen Llop Kassinger – violino
- Kent Kessler – contrabbasso
- Andra Kulans – violino, viola
- Jody Livo – violino
- Elen O'Hayer – violoncello
- Vannia Phillips – viola
- John Sagos – viola
- Mary Stolper – flauto
- Ben Wedge – viola
- Steve Winkler – violino
- Susan Voelz – violino
- Paul Von Mertens – direzione
- Jeff Yang – violino
- Richard Yeo – violoncello
- Chie Yoshinaka – violino

Produzione
- Mono – produzione
- Steve Albini – registrazione, missaggio
- John Golden – mastering